# لوز أمووروشو
لوز أموريشو كارينيو (بالإسبانية: Luz Amorocho Carreño)‏ (من مواليد 1922) وهي أول امرأة كولومبية تتخرج كمهندسة معمارية. قدمت واحدة من أولى الخطط العمرانية لبوغوتا وعملت في المباني العامة والخاصة في بوغوتا طوال مسيرتها المهنية. بين عامي 1966 و 1988 ، شغلت منصب مديرة قسم التخطيط في جامعة كولومبيا الوطنية وأمضت وقتاً لتوثيق تاريخ المباني في حرم الجامعة.

## حياتها
ولدت لوز أموريشو كارينيو في عام 1922 في بوغوتا، كولومبيا، إلى آنا لوسيا كارينيو فيليبس وماركو أموروشو توليو. كان والداها من سوكورو، سانتاندر ولكنهما انتقلا إلى بوغوتا للحصول على فرص أفضل للعمل. كانوا فقراء، ولكن العائلة كانت تمتلك العديد من الكتب وكان يتم تشجيع الأطفال على الدراسة. دخلت أمووروشو الكلية عام 1940 وتخرجت في عام 194 من كلية الهندسة المعمارية في جامعة كولومبيا الوطنية كأول مهندسة معمارية في كولومبيا.

## عملها
في العام الذي تخرج فيه أموريشو، أسست وزارة التعليم مدرسة كونديناماركا الثانوية للثقافة (بالإسبانية: Colegio Mayor de Cultura Femenina de Cundinamarca وتعني كلية ثقافة المرأة في كونديناماركا) تحت إشراف آنا ريستريبو ديل كورال. تم اختيار أموريشو كأحد مدراء المدرسة وقامت بتدريس مادة التصميم والهندسة المعمارية. وفي عام 1946 ، نشرت مقالًا بعنوان ( بالإسبانية: Bogotá puede ser una ciudad moderna - بوغوتا يمكن أن تكون مدينة حديثة) مع المهندسين المعماريين الكولومبيين الآخرين أمثال: انريكي غارسيا وكارلوس مارتينيز ومدير المجلة شخصياً. دعت أموريوشو بوغوتا إلى التحديث على أساس خطة حضرية واقترحت تصاميم لتعديل المدينة. أظهرت المقالة المصورة كيف يمكن إعادة تصميم الساحات لتوفير مسكن صحي مع مساحات خضراء وشوارع واسعة وتضمنت خطة إدارة للحصول على تمويل للبناء.
بدأت لوز بالعمل في وزارة الأشغال العامة في توماكو لإعادة بناء المباني المدمرة في أعمال الشغب. ولمدة عامين، قامت ببناء المدارس والمباني المكتبية ثم ذهبت للعمل في شركة كويلار سيرانو وجوميز لمدة عقد. كانت الشركة تضم: غابرييل سيرانو كامارغو، كاميلو كويلار تامايو وخوسيه غوميز بينزون، كانت مشهورة بتصميم بعض من أهم المباني في بوغوتا، بما في ذلك العديد من المستشفيات ونادي جوكي والعديد من الشركات. 
في عام 1960 ، انتقلت أموريشو إلىباريس للدراسة والعمل مع المهندس المعماري نيكول. عندما عادت من باريس في عام 1966 ، بدأت أموريشو العمل كرئيسة قسم الفيزياء والتخطيط في الجامعة الوطنية. نسقت علاقة عمل جيدة بين صديقاتها في فرنسا وزملاء العمل في كولومبيا. كما قامت بتطوير مشاريع بناء للأماكن العامة، بما في ذلك المباني والحدائق والمساحات المفتوحة والحدائق والطرق. في عام 1970 ، بدأت أموريشو مشروع استغرق أكثر من عقد من الزمان لإكماله في حرم الجامعة الوطنية.

### اقتباسات
1. ↑  "Luz Amorocho Carreno" (بالإسبانية).
2. ↑  González de Cala 2011، صفحة 7.
3. ↑  Sencial 1998، صفحة 132.
4. ↑  Pinzón 2011.
5. ↑  Sencial 1998، صفحة 133.
6. ↑  Rodríguez Guerrero & Mondragón López 2005، صفحة 36.
7. ↑  El Tiempo November 2009.
8. ↑  El Tiempo October 2009.
9. ↑  Sencial 1998، صفحة 134.

### قائمة المراجع
- González de Cala, Marina (Nov 2011). "Apellido Phillips" [Phillips Surname] (PDF). Academia de Genealogia (بالإسبانية). Bogotá, Colombia: Academia Colombiana de Genealogía. Archived from the original (PDF) on 2016-08-28. Retrieved 2016-10-07.
- Pinzón, Ana María (28 Mar 2011). "¿Iguales o diferentes?: Breve balance de la situación de las mujeres en arquitectura" [Same or different?: Brief assessment of the situation of women in architecture]. A57 (بالإسبانية). Bogotá, Colombia: Cultura de la Arquitectura y el Diseño en Colombia (Architecture and Design Culture in Colombia). Archived from the original on 2016-09-08. Retrieved 2016-10-07.
- Rodríguez Guerrero, Gabriel Felipe; Mondragón López, Hugo (2005). El proyecto moderno en Bogotá (بالإسبانية). Bogatá, Colombia: Universidad Nacional de Colombia, Faculty de Artes, Programa de Maestría Historia y Teoría del Arte y la Arquitectura. ISBN:978-958-97649-0-9. Archived from the original on 2020-01-25.
- Sencial, Circe Urania (Jun 1998). "Crónicas y entrevistas: Luz Amorocho: pionera de las arquitectas colombianas" [Features and interviews: Luz Amorocho: pioneer Colombian architect]. En Otras Palabras (بالإسبانية). Bogotá, Colombia: Universidad Nacional de Colombia:. Mujeres y espacios urbanos (5): 132–134. ISSN:0122-9613. Archived from the original (PDF) on 2016-10-07. Retrieved 2016-10-07.{{استشهاد بدورية محكمة}}:  صيانة الاستشهاد: علامات ترقيم زائدة (link)
- "Luz Amorocho, la primera mujer arquitecta del país—Pensadores de la ciudad" [Luz Amorocho, the first woman architect country—City thinkers] (بالإسبانية). Bogotá, Colombia: إل تيمبو (كولومبيا). 13 Nov 2009. Archived from the original on 2016-10-07. Retrieved 2016-10-07. {{استشهاد بخبر}}: استعمال الخط المائل أو الغليظ غير مسموح: |ناشر= (help)
- "Serrano, el arquitecto detrás de los megahospitales de Bogotá" [Serrano, the architect behind the megahospitales of Bogotá] (بالإسبانية). Bogotá, Colombia: إل تيمبو (كولومبيا). 30 Oct 2009. Archived from the original on 2016-10-07. Retrieved 2016-10-07. {{استشهاد بخبر}}: استعمال الخط المائل أو الغليظ غير مسموح: |ناشر= (help)